# 제42회 골든 래즈베리상
제42회 골든 래즈베리상은 2021년 영화를 대상으로 2022년 3월 26일에 열린 시상식이다.

## 수상 및 후보

### 최악의 작품상
- 다이애나 - 더 뮤지컬 수상
- 인피니트
- Karen
- 스페이스 잼: 새로운 시대
- 우먼 인 윈도

### 최악의 남우주연상
- 스페이스 잼: 새로운 시대 - 르브론 제임스 수상
- Dangerous - 스콧 이스트우드
- 다이애나 - 더 뮤지컬 - 로 하트램프
- 디어 에반 핸슨 - 벤 플랫
- 인피니트 - 마크 월버그

### 최악의 여우주연상
- 다이애나 - 더 뮤지컬 - 지나 드 왈 수상
- 우먼 인 윈도 - 에이미 아담스
- FBI 데스트랩 - 메간 폭스
- Karen - 타린 매닝
- 뱅퀴시 - 루비 로즈

### 최악의 남우조연상
- 하우스 오브 구찌 - 자레드 레토 수상
- 라스트 듀얼: 최후의 결투 - 벤 애플렉
- 미스피츠 - 닉 캐논
- Dangerous - 멜 깁슨
- 다이애나 - 더 뮤지컬 - 가레스 키건

### 최악의 여우조연상
- 다이애나 - 더 뮤지컬 - 주디 케이 수상
- 디어 에반 핸슨 - 에이미 아담스
- 인피니트 - 소피 쿡슨
- 다이애나 - 더 뮤지컬 - 에린 데이비
- 와일드 리벤지: 마지막 한 놈까지 - 타린 매닝

### 최악의 감독상
- 다이애나 - 더 뮤지컬 - 크리스토퍼 애슐리 수상
- 디어 에반 핸슨 - 스티븐 크보스키
- Karen - “Coke” Daniels
- 미스피츠 - 레니 할린
- 우먼 인 윈도 - 조 라이트

### 최악의 각본상
- 다이애나 - 더 뮤지컬 - 조 디피에트로 외 1명 수상
- Karen - 'Coke' Daniels
- 미스피츠 - Kurt Wimmer 외 1명
- Twist - John Wrathall 외 2명
- The Woman in the Window - Tracy Letts

### 최악의 리메이크상
- 스페이스 잼: 새로운 시대 수상
- Karen
- 톰과 제리
- Twist
- 우먼 인 윈도

### 최악의 커플상
- 스페이스 잼: 새로운 시대 - LeBron James & Any Warner Cartoon Character 수상
- 다이애나 - 더 뮤지컬 - Any Klutzy Cast Member & Any Lamely Lyricized
- 하우스 오브 구찌 - Jared Leto & EITHER His 17-Pound Latex Face, His Geeky Clothes or
- 디어 에반 핸슨 - Ben Platt & Any Other Character Who Acts Like Platt

### 만회상
- 킹 리차드 - 윌 스미스 수상